# 城子河组
城子河组是位于中国黑龙江省的下白垩世地层，1963年由陈广雅命名。该地层以灰白色中细粒砂岩、粉砂岩为主，间夹灰黑色泥岩、凝灰岩以及煤层等。